# دونالد ستيرلينغ
دونالد ستيرلينغ (بالإنجليزية: Donald Sterling)‏ هو محامي أمريكي، ولد في 26 أبريل 1934 في شيكاغو في الولايات المتحدة.

## وصلات خارجية
- دونالد ستيرلينغ على موقع الموسوعة البريطانية (الإنجليزية)